# RPG-7
El RPG-7 (en rus: РПГ-7) és un llançacoets antitancs portàtil d'origen soviètic, àmpliament produït.
A causa de la seva robustesa, simplicitat i baix cost l'RPG-7 és l'arma antitancs més àmpliament utilitzada. Actualment uns 40 països l'utilitzen i es fabrica en diverses variants a nou països diferents. És utilitzada habitualment a països en desenvolupament, per guerrilles i paramilitars. S'ha utilitzat en múltiples conflictes armats, des dels seus inicis a la Guerra del Vietnam fins a l'actualitat a la Guerra de l'Afganistan.

## Usuaris
- Afganistan[1]
- Albània[1]
- Algèria[1]
- Angola[1]
- Armènia[1]
- Azerbaidjan[1]
- Belarus[1]
- Benín[1]
- Botswana[1]

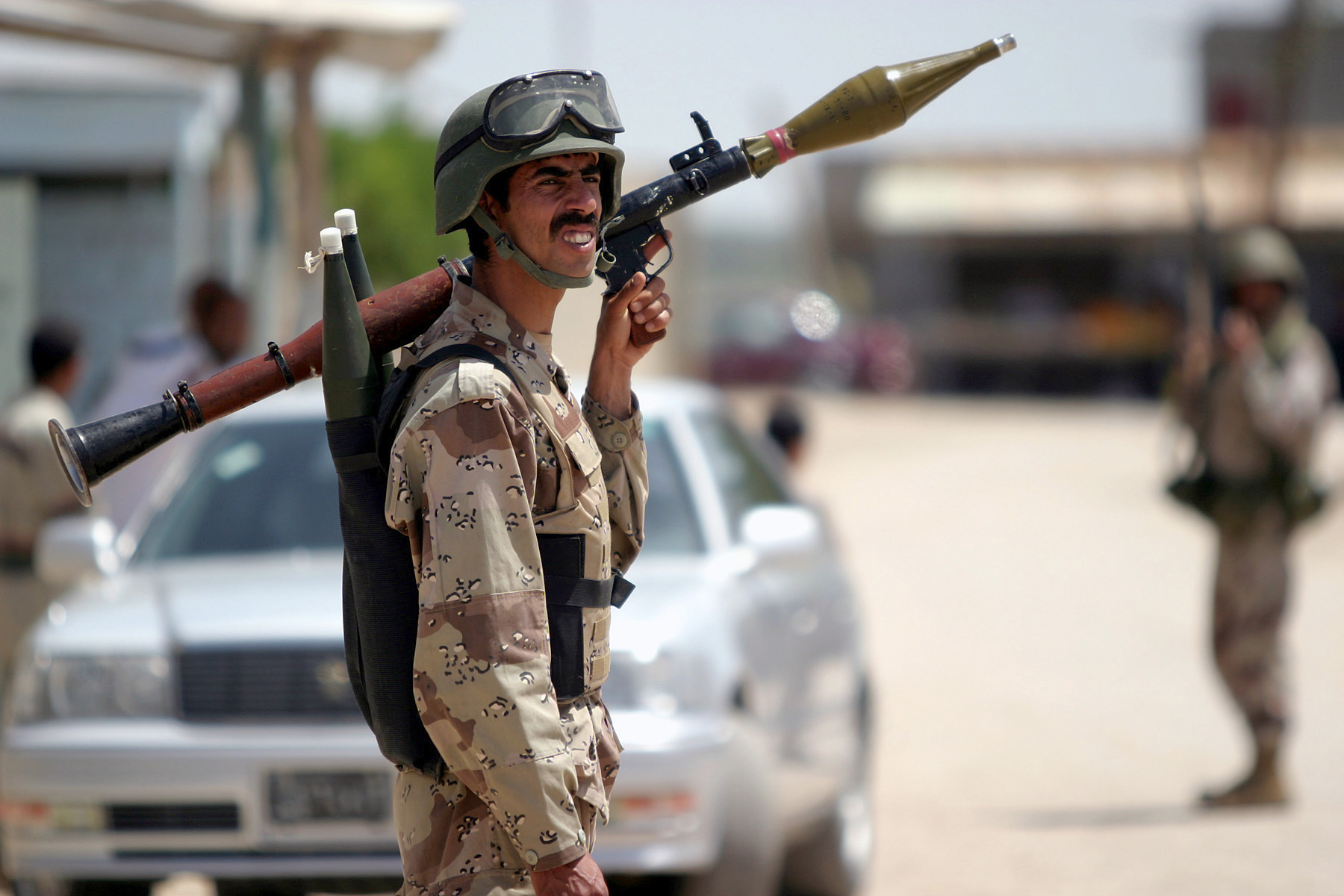
Un soldat de l'exèrcit Iraquià amb un RPG-7.

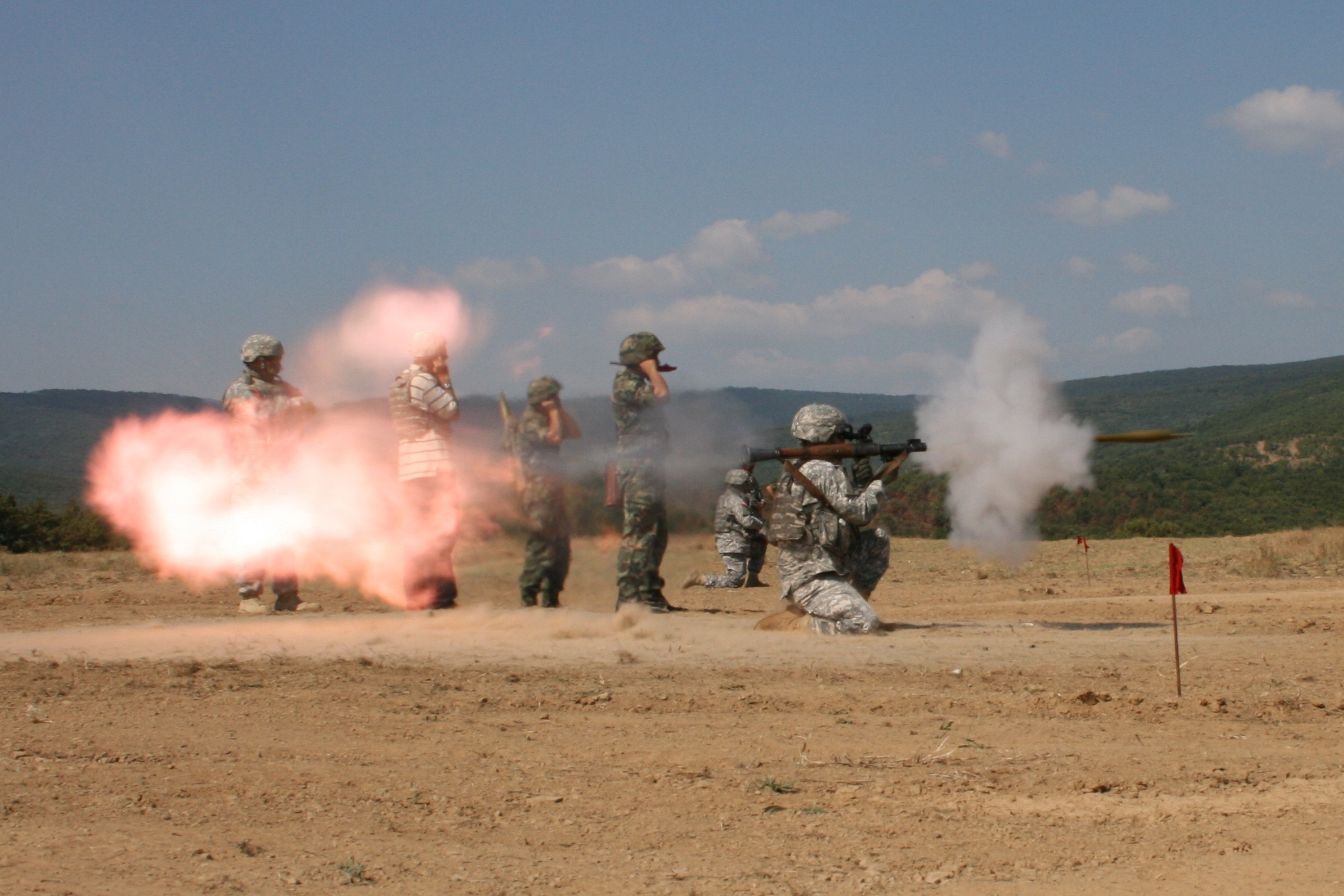
Soldats búlgars i americans entrenant-se amb RPG-7.

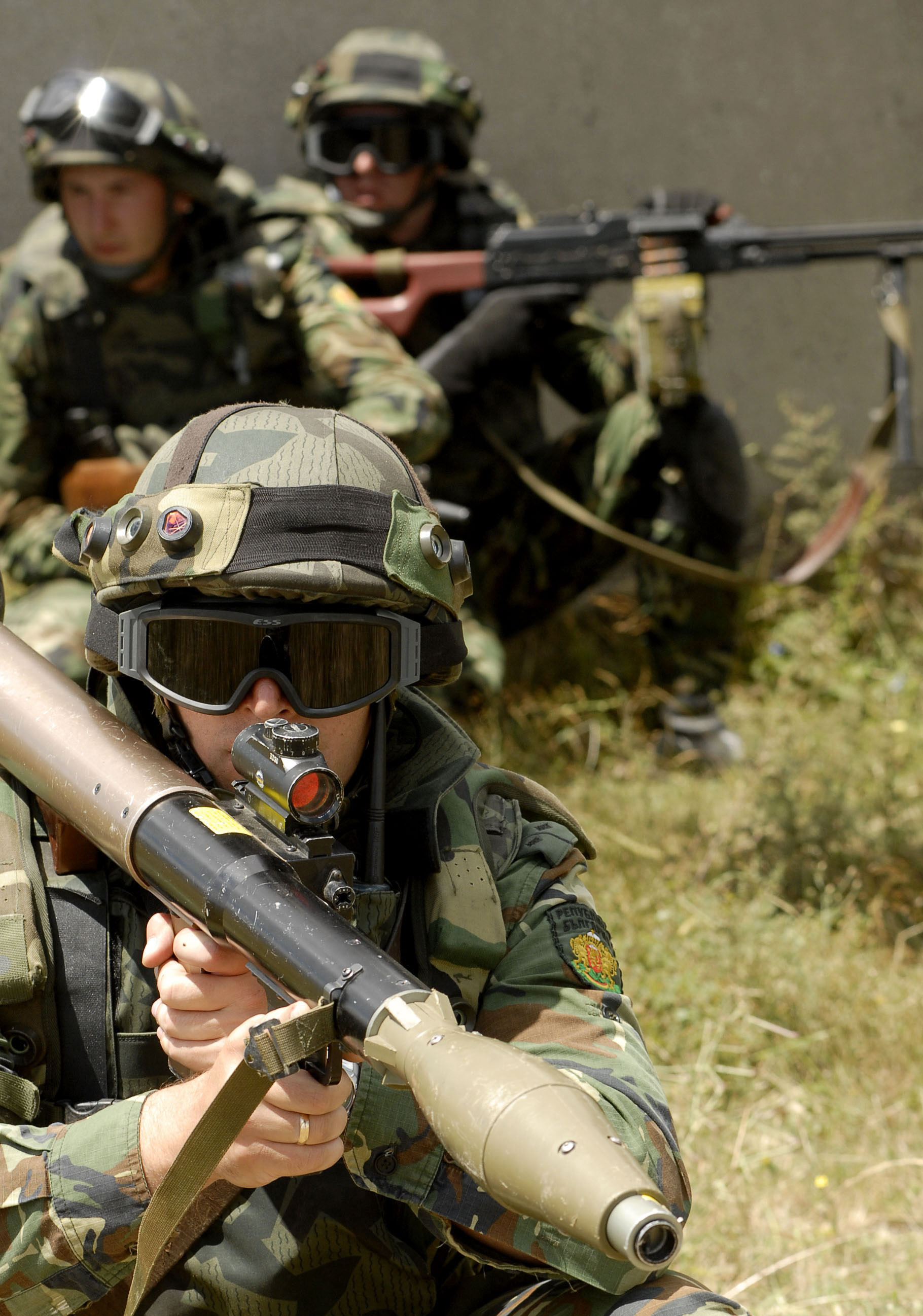
Un soldat búlgar amb un ATGL-L (la còpia de l'RPG-7 fabricada a Bulgària) equipat amb un visor reflector.

- Bulgària: Produïts localment com a ATGL-L.[2]
- Cambodja[1]
- Cap Verd[1]
- Corea del Nord[1]
- Croàcia[1]
- Cuba[1]
- Djibouti[1]
- Egipte[1]
- Eritrea[1]
- Geòrgia[1]
- Ghana[1]
- Guinea[1]
- Guyana[1]
- Hongria[3]
- Iemen[1]
- Iran[1]
- Iraq[1]
- Israel[1]
- Jordània[1]
- Kazakhstan[1]
- Plantilla:Country data Kirguizstan[1]
- Laos[1]
- Letònia[1]
- Líban[1]
- Líbia[1]
- Lituània[1]
- Macedònia del Nord[1]
- Madagascar[1]
- Malta[1]
- Marroc[1]
- Mauritània[1]
- Moldàvia[1]
- Mongòlia[1]
- Nicaragua[1]
- Nigèria[1]
- Palestina
- Pakistan[1]
- Polònia[1]
- República Centreafricana[1]
- República Txeca[1]
- Romania[1] - Produïts localment com a AG-7 (Romanian: Aruncătorul de Grenade 7, Grenade Launcher 7).[4]
- Ruanda[1]
- Rússia[1]
- São Tomé i Príncipe[1]
- Senegal[1]
- Seychelles[1]
- Sierra Leone[1]
- Somàlia[1]
- Sud-àfrica[5]
- Sudan: Produïts localment com a Sinar.[6]
- Síria[1]
- Tadjikistan[1]
- Togo[1]
- Turkmenistan[1]
- Turquia[7]
- Txad[1]
- Ucraïna[1]
- Uzbekistan[1]
- Veneçuela[8]
- Vietnam[1]
- Xina: Còpia denominada Type 69 RPG.[9]
- Xipre[1]
- Zàmbia[1]
- Zimbàbue[1]